# Верхняя Мачара
Верхняя Мача́ра или Земо Ма́чара (абх. ..., груз. ზემო მაჭარა [Земо Мачара]) — село в Абхазии, в Гулрыпшском районе частично признанной Республики Абхазия, согласно административному делению Грузии — в Гульрипшском муниципалитете Абхазской Автономной Республики, на левом берегу реки Мачара. К югу расположено село Мерхеул (центр администрации).

## Население
В 1959 году в селе Мачара (Земо Мачара) жило 663 человек, в основном грузины и армяне (в Мерхеульском сельсовете в целом — 3076 человек, в основном грузины, армяне и русские). В 1989 году в селе жило 684 человека, в основном грузины и армяне.